# Кольниця (Підляське воєводство)
Кольниця (пол. Kolnica) — село в Польщі, у гміні Августів Августівського повіту Підляського воєводства.
Населення — 439 осіб (2011).
У 1975-1998 роках село належало до Сувальського воєводства.

## Демографія
Демографічна структура станом на 31 березня 2011 року:
|          | Загалом | Допрацездатний вік | Працездатний вік | Постпрацездатний вік |
| -------- | ------- | ------------------ | ---------------- | -------------------- |
| Чоловіки | 216     | 47                 | 146              | 23                   |
| Жінки    | 223     | 46                 | 128              | 49                   |
| Разом    | 439     | 93                 | 274              | 72                   |